# Rhinocricus meyeri
Rhinocricus meyeri är en mångfotingart som beskrevs av Filippo Silvestri 1897. Rhinocricus meyeri ingår i släktet Rhinocricus och familjen Rhinocricidae. Inga underarter finns listade i Catalogue of Life.